# Zschopau
Zschopau település Németországban, azon belül Szászország tartományban. Lakosainak száma 8980 fő (2023. december 31.). Zschopau Pockau-Lengefeld, Grünhainichen, Amtsberg és Drebach községekkel határos.

## Népesség
A település népességének változása:
| Lakosok száma | 9266 | 9214 | 8932 | 8996 | 8980 |
|               | 2017 | 2019 | 2021 | 2022 | 2023 |